# 船町口站
船町口站（日语：／ Funamachiguchi eki */?）是位於兵庫縣西脇市黑田庄町船町字川東，西日本旅客鐵道（JR西日本）的加古川線車站。

## 歷史
- 1924年（大正13年）12月27日[1]- 播丹鐵道 野村站（現時：西脇市站）至谷川站之間開通，此停留場啟用。當時為旅客車站[2]。
  - 當時車站位於兵庫縣多可郡黑田庄村（日语：黒田庄町）船町字川東。
- 1943年（昭和18年）6月1日 - 播丹鐵道被國有化，成為鐵道省加古川線車站[3]。同時升級至車站。
- 1960年（昭和35年）1月1日 - 隨著黑田庄村實施町制，成為黑田庄町（日语：黒田庄町），車站地址變為兵庫縣多可郡黑田庄町船町字川東。
- 1976年（昭和51年） - 車站大樓翻新[1]。
- 1987年（昭和62年）4月1日 - 伴隨國鐵分割民營化，車站由西日本旅客鐵道（JR西日本）營運。
- 1990年（平成2年）6月1日 - 加古川鐵道部（日语：加古川鉄道部）成立，並管轄此站[4]。
- 2005年（平成17年）10月1日 - 隨著西脇市成立，車站地址變為現址。
- 2009年（平成21年）7月1日 - 隨著加古川鐵道部廢止，變由神戶分社（日语：西日本旅客鉄道神戸支社）直轄，此站由加古川站管理[5][6]。

## 車站構造
車站是一座地面車站，設有1面1線的單式月台。谷川方向的列車會開啟左邊車門。月台前方設有白色混凝土製車站大樓
加古川站管理的無人車站，此站沒有自動售票機或乘車站證明書發行機。從前此站設有旱廁，於2012年已經拆毀並撤走。

## 利用狀況
在2019年度，1日平均の乗車人員は5人。
| 年度   | 1日平均 乘車人次 |
| ------ | ---------------- |
| 2000年 | 15               |
| 2001年 | 9                |
| 2002年 | 7                |
| 2003年 | 6                |
| 2004年 | 5                |
| 2005年 | 5                |
| 2006年 | 6                |
| 2007年 | 5                |
| 2008年 | 7                |
| 2009年 | 8                |
| 2010年 | 7                |
| 2011年 | 8                |
| 2012年 | 7                |
| 2013年 | 8                |
| 2014年 | 13               |
| 2015年 | 11               |
| 2016年 | 12               |
| 2017年 | 8                |
| 2018年 | 8                |
| 2019年 | 5                |

## 車站周邊
車站附近為住宅和工場。
- 加古川（日语：加古川）[1]
- 蛭子神社
- 丹波市立藥草藥樹公園

的士乘車10分鐘可到達藥草溫泉。

## 巴士路線
在此站南方100米設有西脇市社區巴士。
船町巴士站
- 杉菜巴士（小苗線）
  - 前往小苗
  - 經蒲江、下戶田、西脇醫院前往西脇營業所（日语：神姫バス西脇営業所）

## 相鄰車站
西日本旅客鐵道（JR西日本）
 加古川線
本黑田－船町口－久下村

## 注腳
1. 1 2 3 4 5 6 7 8 9 10  . 神戶新聞綜合出版中心. 2011-12-15: 217. ISBN 9784343006028 （日语）.
2. ↑  「地方鉄道運輸開始」『官報』1925年1月15日（國立國會圖書館數碼化收藏）
3. ↑  「鉄道省告示第120号」『官報』1943年5月25日（國立國會圖書館數碼化收藏）
4. ↑  JRR編《JR気動車客車編成表 2011》交通新聞社，2011年。ISBN 978-4-330-22011-6。
5. 1 2  . 交通新聞 (交通新聞社). 2009-06-25: 1 （日语）.
6. ↑  加古川鉄道部組織改正について（日語）（互聯網存檔）- 西日本旅客鐵道新聞稿 2009年6月19日
7. ↑  兵庫県統計書令和元年版 （页面存档备份，存于）（日語）

## 外部連結
- 船町口｜車站資訊：JR出門網 - 西日本旅客鐵道